# Eduard Emanuilovitch von Lindemann
Eduard Emanuilovitch von Lindemann (translitera al ruso cirílico Эдвард Линдемана ) ( 1825 -1900) fue un botánico, horticultor y fitogeógrafo ruso de origen alemán.

## Honores

### Eponimia
- (Fabaceae) Cytisus lindemannii V.I.Krecz.[1]

## Obra
- 1884. Dritter bericht üren[i. E. Über] den bestand meines herbariums. 92 pp.

- 1872. Index plantarm usualium florae Chersonensis. 39 pp.

- 1868. Florula elisabethgradensis. Edición reimpresa. 182 pp. en línea

- 1865. Nova revisio florae urskianae: Cum "addenda.".

- La abreviatura «Lindem.» se emplea para indicar a Eduard Emanuilovitch von Lindemann como autoridad en la descripción y clasificación científica de los vegetales.[2]